# Okzipitale Nervenstimulation
Okzipitale Nervenstimulation (ONS), auch periphere Nervenstimulation (PNS) der Okzipitalnerven, ist ein Verfahren der Neuromodulation und wird genutzt, um Patienten mit chronischer Migräne oder mit Cluster-Kopfschmerz zu behandeln, die auf pharmazeutische Behandlungsoptionen nicht mehr ansprechen.
Bei der Therapie werden elektrische Impulse eingesetzt, um den Nervus occipitalis major und den Nervus occipitalis minor  zu stimulieren, welche Bestandteile des peripheren Nervensystems sind. Diese befinden  sich am Hinterhaupt direkt über dem Nackenbereich.
Die elektrischen Impulse werden durch einen sogenannten Neurostimulator – ein kleiner Generator ähnlich einem künstlichen Herzschrittmacher – generiert. Mögliche Implantationsorte können sein: Im Gesäß, Brustkorb, Unterbauch, unter dem Schulterblatt oder Schlüsselbein. Die Elektrizität wird an den Nervus occipitalis major und Nervus occipitalis minor mittels kleiner metallischer Kontakte geleitet, welche auf dünnen Kabeln (auch Elektroden genannt) arrangiert sind und direkt unter der Haut implantiert werden. Die Intensität der elektrischen Impulse kann mit einer Handfernbedienung gesteuert werden.

## Geschichte
Die Geschichte der PNS wird ausführlich in einer Publikation von Slavin, 2011 behandelt. Der Einsatz der peripheren Nervenstimulation bei chronischen Schmerzen wurde erstmals von Wall und Sweet 1967 berichtet, obwohl bereits die ersten Implantationen von Shelden im Jahr 1962 durchgeführt wurden. Diese haben bewiesen, dass die elektrische Stimulation der peripheren Nerven die Wahrnehmung von Schmerzen unterdrückt. Eine Phase der semi-experimentellen PNS-Nutzung hat sich weitere 15–20 Jahre fortgesetzt. In der zweiten Hälfte der 80er-Jahre hat sich die PNS zu einem chirurgischen Eingriff etabliert. In den späten 90er-Jahren, haben Weiner und Reed von der perkutanen Methode berichtet, bei der die Kontakte in der Nähe der Okzipitalnerven eingesetzt werden, um Okzipitalisneuralgien zu behandeln. Weiner hat gezeigt, dass die Platzierung einer Elektrode zur PNS in der Nähe eines Nervs für die Schmerzbehandlung effektiv und zudem ein chirurgisch, technisch einfaches Verfahren ist. Diese Pionierarbeit hat den Anfang des modernen Zeitalters der PNS eingeleitet. Es war 2003 als Popeney und Aló den Einsatz der PNS für die Behandlung von chronischer Migräne vorgeschlagen haben. Anschließend wurden randomisierte kontrollierte Prospektivstudien initiiert, um zusätzliche klinische Evidenz zu erstellen.
Im September 2011 hat St. Jude Medical als erster Anbieter weltweit eine europäische Genehmigung (CE-Kennzeichnung) für die Behandlung chronischer therapierefraktärer Migräne mit Hilfe der PNS erhalten.

## Therapiekandidaten
Geeignete Patienten der PNS des Okzipitalnervs zur Behandlung von chronischer Migräne müssen eine chronische Migräne vorweisen, die als therapierefraktär  (therapieresistent) eingestuft worden ist.
Chronische Migräne wird in den Leitlinien der International Headache Society (IHS) wie folgt definiert:
- 15 oder mehr Migränekopfschmerztage (ohne Aura) pro Monat über einen Zeitraum von mehr als 3 Monaten mit Kopfschmerzen, die mindestens 4–72 Stunden anhalten.
- Mindestens zwei der folgenden Charakteristika müssen zutreffen: Einseitige Lokalisation, pulsierender Charakter, mittlere oder starke Schmerzintensität, Verstärkung oder deren Vermeidung durch körperliche Routineaktivitäten (z. B. Gehen oder Treppensteigen). 
  - Während des Kopfschmerzes besteht mindestens eines der folgenden Symptome: Übelkeit und/oder Erbrechen, Photophobie und Phonophobie.
- Nicht auf eine andere Erkrankung zurückzuführen.
- Kein Medikamentenübergebrauch (Übergebrauch von Analgetika).

Therapierefraktäre chronische Migräne wird allgemein wie folgt definiert:  Chronische Migräne mit keiner oder nur geringer Linderung durch mindestens drei verschiedene oder kombinierte Präventivmedikamente oder nicht zumutbaren Nebenwirkungen dieser Medikamente und zumindest einer moderaten, funktionellen Beeinträchtigung gemäß einem anerkannten Bewertungsinstrument für Migräne (z. B. MIDAS oder HIT-6) definiert.

## Verfahren

### Präoperativ
Vor der Implantation unterziehen sich die Patienten üblicherweise einer psychologischen Beurteilung, um deren Wohlbefinden und psychische Verfassung festzustellen. Die Verfahrensrisiken werden diskutiert und die Patienten werden um ihre informierte Einwilligung gebeten. Die Risiken des Eingriffs können u. a. folgendes beinhalten: Keine Effektivitätsgarantie, Infektionsgefahr, Nervenschäden, schmerzhafte direkte Muskelstimulation, Elektrodenverschiebung mit Stimulationsverlust, Elektrodenbruch, Batterie- bzw. Akkuversagen und dadurch bedingter Wechsel der Neurostimulators, Hämatom und Seromformation.

### Implantation
In den meisten Fällen (länderspezifische Unterschiede) wird eine Trial-(Test)-Elektrodenplatzierung durchgeführt, um festzustellen, ob die Stimulation wie vorgesehen funktionieren wird. Ein Lokalanästhetikum wird am hinteren Nacken verabreicht und eine Epiduralkanüle wird bis zur Stelle des Nervus occipitalis major und Nervus occipitalis minor unter fluoroskopischer Führung vorgeschoben. Sobald die Implantationsstelle  definiert  ist, wird eine Trial-Elektrode durch die Kanüle platziert, bevor die Kanüle vorsichtig entfernt wird. Elektrische Impulse werden über die Elektrode gesendet und ihre Position wird kontinuierlich angepasst, bis der Patient ein “Kribbelgefühl”, auch Parästhesie genannt, über die Nervenbereiche meldet. Wird eine Parästhesie an der richtigen Stelle erfolgreich erzielt, werden üblicherweise permanente Elektroden zu einem späteren Zeitpunkt implantiert. In manchen Fällen werden die Trial-Elektroden bis zu einer Woche im Körper belassen, um zu prüfen, ob eine Linderungen der Symptome eintritt.
Die Platzierung der permanenten Elektroden kann entweder unter Vollnarkose oder in Lokalanästhesie mit Sedierung durchgeführt werden. Als erstes wird ein kleiner Einschnitt an der Schädelbasis durchgeführt, dann wird eine Epiduralkanüle unter fluoroskopischer Führung bis zur Stelle des Nervus occipitalis major und Nervus occipitalis minor auf einer Seite des Kopfes geschoben. Sobald die Elektrode unter fluoroskopischer Führung richtig positioniert ist, wird die Elektrode permanent platziert. Da die meisten Patienten zwei Elektroden benötigen, wird in der gleichen Art und Weise eine zweite Elektrode normalerweise an der anderen Kopfseite eingesetzt und örtlich fixiert. Die Elektrode(n) werden im folgenden Schritt zum Neurostimulator getunnelt, welcher üblicherweise im Gesäß, Brustkorb, Unterbauch, unter dem Schulterblatt oder  Schlüsselbein implantiert wird.

## Klinischer Beweis
Ergebnisse von drei randomisierten kontrollierten Studien sind bisher publiziert (veröffentlicht) worden. Über eine randomisierte kontrollierte Studie bezüglich 157 Patienten mit chronischer Migräne wurde erstmals als Zusammenfassung im Juni 2011 berichtet. Die Publikation der Daten in einem wissenschaftlichen Journal erfolgte im Oktober 2012. Die Teilnehmer wurden mit dem Neurostimulator versorgt und im Anschluss randomisiert. Der Neurostimulator wurde über eine Dauer von 12 Wochen entweder eingeschaltet (Behandlungsgruppe) oder ausgeschaltet (Kontrollgruppe). Nach der 12. Woche erhielten alle Teilnehmer eine aktive Behandlung (Stimulation) bis zur 52. Woche. Alle Teilnehmer erhielten Probestimulation, um die korrekte Platzierung der Kontakte sicherzustellen. Insgesamt haben 153 Teilnehmer die Studie (52 Wochen) abgeschlossen. Es gab einen statistisch signifikanten Unterschied (p<0,05) zwischen der Anzahl der Patienten in der Behandlungsgruppe im Vergleich zu der Kontrollgruppe bei 30-prozentiger Schmerzreduzierung anhand der visuellen Analogskala (VAS). Zudem zeigte die Studie, dass die Behandlungsgruppe (Neurostimulator eingeschaltet) im Durchschnitt 6,1 (27,2 %) weniger monatliche Kopfschmerztage hatte. Dieses Ergebnis ist  statistisch signifikant (p<0,001), da es mehr als die doppelte, durchschnittliche Reduktion im Vergleich  zur Kontrollgruppe (Neurostimulator ausgeschaltet) entsprach (3,0 Tage; 14,9 %). Die klinischen Studienforscher berichteten, dass sich die Rate der schwerwiegenden geräte- und verfahrensbezogenen unerwünschten Ereignisse auf 1,0 % belief. Des Weiteren beinhalteten  diese jeweils einen Fall von Infektion und einen von postoperativem Schmerz, welcher einen zusätzlichen Krankenhausaufenthalt erforderte.
Im Februar 2011 berichteten ONSTIM Studienforscher über Dreimonatsergebnisse aus einer randomisierten kontrollierten Studie von Patienten mit chronischer Migräne. Teilnehmer wurden erst einer okzipitalen Nervenblockade unterzogen. Die auf diese Behandlung reagierenden Teilnehmer wurden dann in drei Gruppen randomisiert. Die erste Gruppe war eine Behandlungsgruppe (33 Teilnehmer) und erhielt eine einstellbare Stimulation. Die anderen beiden Gruppen waren Kontrollgruppen und erhielten eine ineffektive Stimulation („Sham“-Stimulation) für eine Minute pro Tag oder eine standardmäßige medizinische Betreuung (je 17 Teilnehmer). Patienten, die eine mindestens 50-prozentige Reduzierung der Anzahl der monatlichen Kopfschmerztage oder – gemessen an Ausgangswerten – eine Mindestreduzierung der gesamten durchschnittlichen Schmerzintensität von drei Punkten erreichten, wurden als Therapieresponder definiert. 39 % der Patienten in der einstellbaren Stimulationsgruppe waren Responder, 6 % in der Sham-Stimulationsgruppe und 0 % in der medizinischen Betreuungsgruppe. Die Unterschiede zwischen den Responderraten in der Behandlungsgruppe und den Kontrollgruppen waren statistisch signifikant. Andere Zielparameter wie die Anzahl der Kopfschmerztage waren zwischen den Gruppen nicht statistisch signifikant. Dennoch betrug die prozentuale Reduzierung der Kopfschmerztage 27 % für die Behandlungsgruppe und weniger als 9 % für jede der beiden Kontrollgruppen, was einem numerischen Vorteil für die Behandlungsgruppe entspricht. Es wurden keine unerwarteten gerätebezogenen Komplikationen gemeldet. Elektrodenverschiebungen kamen bei 24 % der Patienten vor.
Im Dezember 2009 berichteten die PRISM Studienforscher als Zusammenfassung über Dreimonatsergebnisse aus einer randomisierten kontrollierten Studie von 125 Patienten mit chronischer Migräne. Die Patienten wurden in zwei Gruppen randomisiert. Gruppe eins war eine Behandlungsgruppe mit einer aktiven Stimulation. Die Zweite war die Kontrollgruppe und erhielt eine Sham-Stimulation. Bei den Patienten der Behandlungsgruppe reduzierte sich die  monatliche Anzahl von Migränetagen um 5,5 Tage von einem Ausgangswert von 20,2 Tagen pro Monat. Bei den Patienten der Kontrollgruppe reduzierte sich die monatliche Anzahl von Migränetagen um 3,9 Tage von einem Ausgangswert von 19,2 Tagen pro Monat. Der Unterschied zwischen den beiden Gruppen war nicht statistisch signifikant. Dennoch ergab sich eine Tendenz zu einem größeren Unterschied zwischen den beiden Gruppen, sofern bei den Patienten im Vorfeld kein Medikamentenübergebrauch vorgelegen hat.